# Un ticket gagnant pour Noël
Un ticket gagnant pour Noël (Lucky Christmas) est un téléfilm de Noël américain réalisé par Gary Yates et diffusé le 12 novembre 2011 sur Hallmark Channel et en France le 16 décembre 2012 sur TF1.

## Synopsis
Une femme est désespérée lorsque sa voiture est volée. Dans la boîte à gants, se trouve un ticket de loterie gagnant, qui devait l'aider à réaliser son rêve.

## Fiche technique
- Titre original : Lucky Christmas
- Réalisation : Gary Yates
- Production : Shelley Hack
- Scénario : Sheri Davenport
- Photographie : Brenton Spencer
- Musique : Shawn Pierce (en)
- Durée : 90 minutes

## Distribution
- Elizabeth Berkley (VF : Françoise Cadol) : Holly Ceroni
- Jason Gray-Stanford (VF : Alexis Victor) : Mike Ronowski
- Mitchell Kummen : Max Ceroni
- Mike Bell (VF : Jérôme Rebbot) : Joe
- Julia Arkos : Kate
- Alicia Johnston : Kelly Ronowski
- Kelly Wolfman : Devon Hart
- Stephen Eric McIntyre : Vijay
- Robert Huculak : Bob Ronowski
- Megan MacArton : Rose

Sources et légende : Version française selon le carton de doublage français.